# Сражение при Урумчи (1870)
Сражение при Урумчи — вооружённый конфликт  в Синьцзяне, между государством Йеттишар и дунганами Дауд-халифы (китайское имя То Мин), создавшими в конце 1860-х годов своё государство с центром в Урумчи, в ходе реализации планов Якуб-бека завоевать весь Синьцзян и, в частности, покорить дунган.
Магомет Якуб бек Бадаулет начал войну против дунган в ходе дунганского восстания (1862—1877). По его мнению, существовала опасность вооруженного конфликта между уйгурами, исповедовавшими суннитский ислам ханифитского толка, и дунганами, придерживавшимися шафиитского толка. Поэтому Якуб-бек решил нанести удар первым. С целью усиления своих войск Якуб-бек включил в их состав отряд пленных китайских солдат под руководством Сюй Сюэгуна, насильственно обращенных в ислам, в целях борьбы с дунганами.. В войсках Якуб-бека насчитывалось около 1500 китайских "новых мусульман", а также несколько тысяч разноплеменных мусульманских войск (уйгуры, казахи, киргизы, "андижанцы", индусы, афганцы и т.д.). В 1871 году китайские "новые мусульмане" перешли на сторону дунган. Тем не менее, силы Дауд-халифы были разбиты, Урумчинский султанат покорен Якуб-беком и включен в состав государства Йеттишар.